# 風味絶佳 〜音速ライン レア・トラック集〜
『風味絶佳 〜音速ライン レア・トラック集〜』は、日本のバンド音速ラインの2枚目のベスト・アルバムである。2009年12月16日発売。発売元はユニバーサルミュージック。

## 概要
- 全てのシングルのカップリング（『おとし玉〜ベリー ベスト オブ 音速ライン』収録曲は除く）と、トリビュートアルバム参加曲を収録したB面集。

## 収録曲
1. わすられ (アコースティック Ver.)[1:21]
作詞・作曲：藤井敬之、編曲：音速ライン
2. テンダー[4:28]
作詞・作曲：藤井敬之、編曲：音速ライン
3. 思い出して[3:56]
作詞・作曲：藤井敬之、編曲：音速ライン
4. 相合傘[1:47]
作詞・作曲：藤井敬之、編曲：音速ライン
5. 雨待ち[3:58]
作詞・作曲：藤井敬之、編曲：音速ライン
6. 木枯らしに抱かれて[3:07]
作詞・作曲：高見沢俊彦、編曲：音速ライン
7. HIGH AND DRY[4:12]
作詞・作曲：Colin Greenwood・Jonathan Greenwood・Edward O'Brien、編曲：音速ライン
トリビュートアルバム『Radiohead Tribute-Master's Collection-』収録
8. 素晴らしい世界[3:27]
作詞・作曲：藤井敬之、編曲：音速ライン
9. 夏なんです[3:24]
作詞：松本隆、作曲：細野晴臣、編曲：音速ライン
10. ひぐらし (アコースティックVer.)[1:08]
作詞・作曲：藤井敬之、編曲：音速ライン
11. 恋のダイヤル6700[3:11]
作詞：阿久悠、作曲：井上忠夫、編曲：音速ライン
トリビュートアルバム『歌鬼（GA-KI）〜阿久悠トリビュート〜』収録
12. まっ白い[5:53]
作詞・作曲：藤井敬之、編曲：音速ライン
13. シンシア[2:49]
作詞・作曲：吉田拓郎、編曲：音速ライン
トリビュートアルバム『吉田拓郎トリビュート〜結婚しようよ〜』収録
14. Y+OUR SONG[2:29]
作詞・作曲：藤井敬之、編曲：音速ライン
15. リンダ リンダ[3:47]
作詞・作曲：甲本ヒロト、編曲：音速ライン
トリビュートアルバム『THE BLUE HEARTS TRIBUTE 2005 EDITION』収録
16. 雨男[2:37]
作詞・作曲：藤井敬之、編曲：音速ライン
17. ハイスクールララバイ[3:16]
作詞：松本隆、作曲：細野晴臣、編曲：音速ライン
18. サマーフォーク[3:15]
作詞・作曲：藤井敬之、編曲：音速ライン
19. Breed[3:08]
作詞・作曲：カート・コバーン
トリビュートアルバム『ALL APOLOGIES』収録
20. 花かんざし[1:42]
作詞・作曲：藤井敬之、編曲：音速ライン
21. 卒業[3:12]
作詞・作曲：藤井敬之、編曲：音速ライン